# Eurasijský ekonomický svaz
Eurasijská ekonomická unie (zkratka EAEU), případně též Eurasijský hospodářský svaz (EAHU), zkracováno Eurasijská unie (EEU), je ekonomická unie sdružující Bělorusko, Ruskou federaci, Kazachstán, Arménii a Kyrgyzstán. Dohoda o vzniku unie, jejímž účelem je přispívat k užší integraci členských zemí, byla podepsána dne 29. května 2014 v Astaně prezidenty tří států – Ruska, Běloruska a Kazachstánu, přičemž v říjnu se připojila i Arménie. V platnost dokument vstoupil 1. ledna 2015. Dohoda o vstupu Arménie vstoupila v platnost o den později, tedy 2. ledna. Dohoda Kyrgyzstánu vstoupila v platnost 6. srpna 2015.
EAHU vznikala postupně na základě mezinárodních smluv, jako například Úmluva o založení Eurasijské celní unie, či Úmluva o založení Eurasijského ekonomického společenství , které vedly k bližší ekonomické integraci mezi některými státy v postsovětském prostoru. Vznik Eurasijské unie dovršili prezidenti Ruské federace (Vladimir Putin), Kazachstánu (Nursultan Nazarbajev) a Běloruska (Alexandr Lukašenko) v roce 2014; Putin podle českých novinářů mimo jiné s cílem obnovit ruský vliv v postsovětském prostoru.

## Názvy
- rusky Евразийский экономический союз – Jevrazijskij ekonomičeskij sojuz
- bělorusky Еўразійскі эканамічны саюз – Jeŭrazijski ekanamičny sajuz
- kazašsky Еуразиялық Экономикалық Одақ
- arménsky Եվրասիական տնտեսական միություն – Jevrasiakan tntesakan miut’jun
- kyrgyzsky Евразиялык экономикалык биримдик

Namísto jednoznačného názvu "Eurasijská ekonomická unie" nebo zkratky EEU používají ČTK a některá další media nesprávné označení "Euroasijská hospodářská unie" a zkratku EAHU. Chyba je ve slově "euroasijská", které má být "eurasijská".[zdroj?]

## Historie
Poprvé s návrhem na založení Eurasijského svazu přišel kazachstánský prezident Nursultan Nazarbajev v moskevském projevu v roce 1994, větší ohlas zaznamenalo ohlášení stejného plánu ruským premiérem Vladimirem Putinem v říjnu 2011. Následně 18. listopadu 2011 podepsali prezidenti Běloruska, Kazachstánu a Ruska úvodní dohodu, která počítala se založením Eurasijského ekonomického svazu do roku 2015. Projekt se inspiroval integrační snahou Evropské unie a součástí dohody už je plán na založení Eurasijské komise po vzoru Evropské komise. O vstupu do EAEU
Unie měla původně sjednotit několik postsovětských států, původně se mluvilo o Rusku, Bělorusku, Kazachstánu, Kyrgyzstánu a Tádžikistánu. Tádžikistán prohlásil, že členství v EAEU zvažuje, ale dodnes k ní nepřistoupil. Ruský premiér Medveděv také zmínil Gruzii jako možného člena, gruzínský premiér nejprve prohlásil, že studuje možnosti přistoupení k Eurasijské unii, ale později prohlásil, že hlavní strategií Gruzie je integrace s Evropskou unií.
Ruský politolog Dmitrij Orlov roku 2011 uvedl, že do Eurasijské unie by se časem mohly kromě postsovětských států připojit také státy údajně kulturně a historicky blízké jako: Finsko, Maďarsko, Česko, Bulharsko, Vietnam, Mongolsko, Kuba nebo Venezuela.
Dohoda o Eurasijské ekonomické unii byla podepsána 29. května 2014 v Astaně. Eurasijská ekonomická unie vznikla 1. ledna 2015, zakládajícími členy jsou Ruská federace, Kazachstán a Bělorusko. Dne 2. ledna 2015 se jejím členem stala Arménie a 12. srpna 2015 Kyrgyzstán.
Dohoda předpokládá postupné zřízení společného trhu s volným pohybem zboží, služeb, kapitálu i pracovních sil a společnou energetickou, průmyslovou, zemědělskou a dopravní politiku.

## Členské státy
- Arménie (od 2. ledna 2015)
- Bělorusko (od 1. ledna 2015)
- Kazachstán (od 1. ledna 2015)
- Kyrgyzstán (od 12. srpna 2015)
- Rusko (od 1. ledna 2015)

## Státy se statutem pozorovatele
V srpnu 2013 požádala o pozorovatelský status Ukrajina, po majdanských protestech a ruské anexi Krymu však zájem ztratila.
Dne 11. prosince 2020 získaly statut pozorovatele Uzbekistán a Kuba.

## Zóna volného obchodu
Následující státy podepsaly s Eurasijskou ekonomickou unií dohodu o vytvoření zóny volného obchodu:
- Írán (dohoda podepsána 17. května 2018)
- Singapur (dohoda podepsána 25. října 2019)
- Srbsko (dohoda podepsána 25. října 2019)
- Vietnam (dohoda podepsána 29. května 2015, platí od 5. října 2016)

O přistoupení k zóně volného obchodu EAEU jednají Čína (od roku 2015), Egypt (žádost podal 27. května 2015), Indie (od června 2017), Izrael, Mongolsko (od roku 2016) a Thajsko (od roku 2016).

## Orgány svazu

Logo Eurasijské ekonomické unie

Eurasijská ekonomická unie má podle dohody z 18. listopadu 2011 tyto orgány:
- Nejvyšší eurasijská ekonomická rada
- Eurasijská mezivládní rada
- Eurasijská ekonomická komise (zkratka EEC) - viz http://www.eurasiancommission.org
- Soud Eurasijské ekonomické unie - viz https://courteurasian.org/

Nejvyšší eurasijská ekonomická rada (Высший евразийский экономический совет) je nejvyšším orgánem svazu, skládá se z prezidentů členských zemí.
Druhým nejvyšším orgánem je Eurasijská mezivládní rada sestávající z premiérů členských zemí.
Stálým orgánem svazu je Eurasijská ekonomická komise se sídlem v Moskvě, která se skládá z Rady EEC a z Kolegia EEC. Předsedou Kolegia EEC je bývalý běloruský premiér Michail Mjasnikovič.